# Blim TV
Blim TV (también conocido simplemente como Blim) fue una plataforma de streaming mexicana, propiedad de Televisa. Su oferta se compuso de producciones de este conglomerado mediático, disponible en Hispanoamérica. En México, no obstante, el servicio ofreció de forma adicional aproximadamente 30 canales de televisión en vivo de distintos géneros solamente para ese país. Sus oficinas se encontraban en la Ciudad de México.

## Historia
El 22 de febrero de 2016, José Bastón, presidente de televisión y contenidos del Grupo Televisa y Emilio Azcárraga Jean, entonces presidente del Consejo de Administración de esa corporación, presentaron la plataforma Blim de manera oficial en Primero Noticias, el noticiero estelar del conglomerado.
Al momento de su lanzamiento, el servicio contaba con cerca de 13 mil horas de contenido, el cual estaba compuesto por películas, series tanto extranjeras como mexicanas, así como  material del archivo histórico de Televisa. En un inicio, el portal cobraba una tarifa mensual, semestral o anual a sus suscriptores para poder seguir visualizando el contenido. 
Desde el anuncio de su lanzamiento, Blim recibió fuertes críticas y burlas, una de ellas es la comparación de su contenido con otras producciones extranjeras en forma de memes que inundaron las redes sociales el mismo día de su lanzamiento. Se criticó que sus contenidos no atraían al público juvenil quienes eran considerados los principales consumidores de contenido en este tipo de plataformas, y que además, gran parte de su contenido ya se había transmitido por televisión abierta de forma gratuita a través de los canales de Televisa, empresa que posee una mala imagen entre usuarios de redes sociales.
También fue visto como un mal competidor al retirar contenidos de Televisa en otros servicios de streaming.
Las telenovelas Sin rastro de ti y El hotel de los secretos fueron promocionadas como producciones originales de Blim; de igual forma los programas cómicos 40 y 20 y Nosotros los guapos, aunque realmente lo eran de su propietario Televisa. Sin embargo, su estreno por el Canal de las Estrellas no se daría hasta que la plataforma adquiriera un número alto de consumidores.
En 2019, exclusivamente en México, Televisa relanza Blim bajo el nombre de Blim TV y agrega a su contenido más de 30 canales de televisión en vivo. Además de los canales de Televisa Networks, están también algunos canales internacionales de Televisión Española, Antena 3 y Telemundo Internacional. En junio de 2021, la plataforma crea un plan de contenido gratuito con publicidad y sin necesidad de registrar medios de pago.
Entre abril de 2021 y febrero de 2022, se anunció durante el proceso de fusión de los activos de contenidos de entretenimiento y televisión de Grupo Televisa con la totalidad de Univision Communications, la intención de fusionar los catálogos de contenidos de Blim TV, PrendeTV y Univision Now con Vix, teniendo como propósito crear la «plataforma de streaming en español más grande del mundo», relanzandose Vix el 31 de marzo de 2022 con su plan gratuito con publicidad y el 21 de julio del mismo año con su plan de pago (Vix+). Desde el relanzamiento de Vix, a través de correo y la página principal se le invitó a los suscriptores de Blim TV a migrar a dicha plataforma, en especial, a los del plan con publicidad; además de que ya no se permitía el registro a nuevos suscriptores a Blim TV. Blim TV cerró el 31 de marzo de 2023, redirigiendo su sitio web al de Vix y cerrando sus cuentas en redes sociales.

## Contenido
El catálogo de Blim incluyó series originales producidas en español, series exclusivas mexicanas e internacionales, películas de estreno y clásicas, cine mexicano clásico y actual, caricaturas, programas infantiles y telenovelas. Tenía contratos con creadores y distribuidores de contenido como Televisa, RTVE, Atresmedia, Telemundo, Videocine, ViacomCBS International Studios, MTV y DreamWorks.
Contó con exclusivas y primeras ventanas de series originales de Televisa y con colecciones del acervo histórico de la empresa, las cuales incluyeron noticias, deportes, programas culturales, eventos especiales y telenovelas.
Además contaba con más de 40 canales de televisión en vivo de: Noticias, deportes, música, películas y más. Disponible en México únicamente.
Algunos de los canales en vivo con los que contaba son los siguientes:
- Las Estrellas
- Las estrellas (-2 horas)
- Las estrellas (-1 hora)
- Las Estrellas Internacional
- Foro TV
- Canal 5
- Nu9ve
- Distrito Comedia
- De Película
- De Película Plus
- De Película Clásico
- TLNovelas
- Unicable
- Telemundo Internacional
- Golden
- Golden Edge
- Golden Multiplex
- Golden Plus
- Golden Premier
- TUDN
- Adrenalina Sports Network
- Afizzionados
- Bandamax
- Telehit
- Telehit Música
- Telehit Música Plus
- BitMe
- Bcine
- TVE
- 4 Monterrey
- 4 (Televisa Guadalajara)
- La Rosa de Guadalupe TV
- Como dice el dicho TV
- Nuestro cine TV
- Cocina TV
- Retro Amor TV
- Romance TV
- Alebrije TV
- Risas TV

## Funcionamiento en dispositivos
Su reproductor se basó en Microsoft Silverlight, el cual descarga una pequeña porción de la película antes de reproducir con el objetivo de minimizar los cortes por búfer. Su aplicación fue compatible con los sistemas operativos Android, Windows Phone, iOS (incluido iPad OS) y sus dispositivos (computadoras, teléfonos inteligentes, tabletas electrónicas, navegadores, determinadas marcas de televisores tipo smart TV), así como las consolas de videojuegos de las familias Xbox y PlayStation.
Blim TV necesitaba una conexión a internet mínima de 5MB para un funcionamiento óptimo.[cita requerida]